# Chudów (Leopoldów)
Chudów – część wsi Leopoldów w Polsce położona w województwie lubelskim, w powiecie ryckim, w gminie Ryki.
W latach 1975–1998 miejscowość należała administracyjnie do województwa lubelskiego.